# Miss Bhoutan
Vous pouvez aider à l'améliorer ou bien discuter des problèmes sur sa page de discussion.
- Il ne s’appuie pas, ou pas assez, sur des sources secondaires ou tertiaires. (Marqué depuis septembre 2014)
- Il est à actualiser. Certains passages sont obsolètes ou annoncent des événements désormais passés. (Marqué depuis septembre 2014)

- Archive Wikiwix
- Bing
- Cairn
- DuckDuckGo
- E. Universalis
- Gallica
- Google
- G. Books
- G. News
- G. Scholar
- Persée
- Qwant
- (zh) Baidu
- (ru) Yandex
- (wd) trouver des œuvres sur Wikidata

Miss Bhoutan est un concours de beauté national qui a lieu chaque année au Royaume du Bhoutan depuis 2008. Ce concours est organisé et produit par MPC Bhoutan Entertainment, une société de production cinématographique basée à Thimphu, la capitale du Bhoutan.
La première lauréate, Tsokye Tsomo Karchung, a participé au concours de beauté international Miss Terre 2008, un concours de beauté international pour la promotion et la sensibilisation à l'environnement. Depuis 2010, la gagnante participe non seulement au concours de Miss Terre, mais peut aussi représenter le Bhoutan dans d'autres concours de beauté internationaux tels que Miss International et Miss Monde.
la gagnante du miss Bhutan passe ensuite comme candidat de Miss Asie

## Histoire
Le 10 octobre 2008, Miss Bhoutan Organisation, également connu sous le nom de MPC Bhoutan Entertainment, organise et lance le premier concours de beauté Miss Bhoutan. Karma Tshering est le président-fondateur de Miss Bhoutan Organisation.
La lauréate de l'élection est désignée par un jury évaluant les connaissances et les caractéristiques physiques des candidates qui sont soumises à cinq épreuves : défilé en costume traditionnel, défilé en robe du soir confectionnée en tissus du Bhoutan, défilé libre, concours de talents et questions-réponses. Il n'y a pas de défilé en maillot de bain mais la lauréate y est formée en vue de son éventuelle participation à d'autres concours de beauté internationaux. Les participantes ne sont pas soumises à un vote du public. La gagnante reçoit une bourse de 100 000 ngultrum ainsi qu'une couronne conçue en Inde.
Dans la première édition du concours, environ 20 candidates ont défilé.
Le 9 novembre 2008, Miss Bhoutan 2008, Tsokye Tsomo Karchung, participe à la 8e édition du concours de beauté Miss Terre, qui a eu lieu dans la ville d'Angeles, aux Philippines. Le concours a été remporté par Karla Henry, en provenance des Philippines.

## Résultats

### Miss Bhoutan 2008
La finale de Miss Bhoutan 2008 a eu lieu le 10 octobre 2008 à l'Auditorium de la YDF. Le concours a été jugé par sept personnalités, dont deux juges internationaux, Kelly Dorji, acteur et modèle populaire de Bollywood, et Charm Osathanond, Miss Thaïlande 2006.
Miss Bhoutan : Tsokye Tsomo Karchung, originaire de Thimphu
1re Dauphine : Shelkar Choden, originaire de Trongsa
2e Dauphine : Tshering Pem, originaire de Trashigang

### Miss Bhoutan 2010
Miss Bhoutan : Sonam Choden Retty
1re Dauphine : Kinley Yangden Dorji
2e Dauphine : Tenzin Norden

### Miss Bhoutan 2015
Miss Bhoutan : Kinga Om
1re Dauphine : Wangchuk Dema
2e Dauphine : Kinga Wangmo
Le Bhoutan Information Communication and Media Authority (BICMA), n'a pas permis au concours d'utiliser le "bonheur national brut".